# Дон Кихот (герой)
Дон Кихот е главният герой от романа „Дон Кихот“ на писателя Мигел де Сервантес. Той е полудял идалго, който се представя за странстващ рицар. Продал е много от земите си за рицарски романи. Истинското име на Дон Кихот е Алонсо Кехана, но остава Дон Кихот, заради рицарските му приключения. Кръщава своя кон Росинант. И той като Александър Македонски и неговия кон Буцефал искал да кръсти коня си така, че да се знае, че преди е бил обикновен кон.
Дон Кихот е изключително идеалистичен персонаж. Той вярва в рицарските идеали на чест, справедливост и защита на слабите. Тези идеали го водят в неговите приключения и го мотивират да се бори с неправдата, макар често да не разбира реалната ситуация.
Той е романтик, който вижда света през призмата на рицарските романи, които чете. Неговата любов към дамата на сърцето му, Дулцинея, е пример за тази романтична природа. Въпреки че Дулцинея е измислен образ, Дон Кихот вярва твърдо в нейното съществуване и в нейната добродетел.
Много от действията на Дон Кихот са продукт на неговата лудост и самоизмама. Той вижда вятърни мелници като гиганти, стада овце като армии и обикновени странноприемници като замъци. Неговата неспособност да различи фантазия от реалност често го води до комични и трагични ситуации.
Дон Кихот е изключително смел и решителен. Той не се страхува да се изправи пред всяка заплаха или предизвикателство, независимо колко абсурдно може да изглежда то. Тази смелост е част от неговия рицарски кодекс и го прави вдъхновяващ, макар и понякога неразумен.
Персонажът на Дон Кихот е едновременно комичен и трагичен. Комичността идва от неговите заблуди и от начина, по който реагира на света около него. Трагичността се крие в това, че неговите благородни намерения често водят до неговото унижение и болка.
Въпреки своите лудории, Дон Кихот е верен и лоялен приятел и господар. Неговият оръженосец, Санчо Панса, го следва навсякъде и въпреки многото неуспехи, Санчо остава до него. Това показва, че Дон Кихот има качества, които печелят уважението и обичта на другите.
Дон Кихот е многопластов и сложен герой, който олицетворява конфликтите между идеализма и реалността, между мечтите и действителността. Неговата фигура остава символ на борбата за високите идеали, въпреки че често е в разрез с реалността. Тази двойственост го прави един от най-запомнящите се и въздействащи литературни герои.